# 1563 Noël

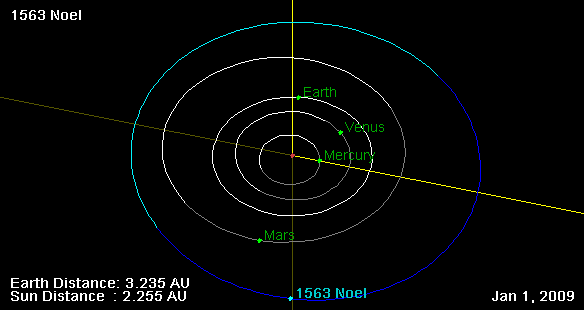

1563 Noël è un asteroide della fascia principale. Scoperto nel 1943, presenta un'orbita caratterizzata da un semiasse maggiore pari a 2,1917677 UA e da un'eccentricità di 0,0851327, inclinata di 5,98609° rispetto all'eclittica.
L'asteroide è dedicato a Emanuel Arend, figlio dello scopritore.